# Guerra anfibia
la guerra anfibia se refiere a la utilización de la potencia de fuego naval, logística y estrategia para proyectar una fuerza militar en playa. En tiempos anteriores era el principal método de envío de tropas a un terreno discontinuo en posesión enemiga. En esta era moderna la guerra anfibia persiste en la forma de inserción de unidades comando por medio de minisumergibles, botes, patrulla y lanchas tipo Zodiac.
Visto como táctica, el desembarco militar en la guerra moderna, una llegada anfibia de tropas de infantería a la playa es la más complicada de todas las maniobras militares. La toma requiere un intrincado nivel de coordinación de numerosos especialistas militares, incluyendo el fuego aéreo, naval, transporte, planeación logística, equipo especializado, guerra en tierra, tácticas y un extensivo entrenamiento en los aspectos de esta maniobra por parte del personal involucrado.
Los principios estandarizados de esta forma de guerra en la modernidad se remontan al rey Carlos I de España, que formó en 1537 la primera infantería específicamente destinada y entrenada para su uso. Su navegante Álvaro de Bazán, más tarde gran almirante de Felipe II, desarrollaría este concepto y llevaría a cabo con éxito el primer gran desembarco moderno en la batalla de la isla Terceira.